# Préhy
Préhy település Franciaországban, Yonne megyében. Lakosainak száma 164 fő (2022. január 1.). Préhy Chablis, Chemilly-sur-Serein, Chichée, Courgis és Saint-Cyr-les-Colons községekkel határos.

## Népesség
A település népességének változása:
| Lakosok száma | 143  | 148  | 152  | 150  | 151  | 153  | 159  | 162  | 164  |
|               | 2013 | 2015 | 2016 | 2017 | 2018 | 2019 | 2020 | 2021 | 2022 |